# Jánošíkova jaskyňa
Jánošíkova jaskyňa je přírodní památka v katastrálním území obce Omšenie v okrese Trenčín v Trenčínském kraji na Slovensku. Území bylo vyhlášeno v roce 1994. Předmětem ochrany je volně přístupná jeskyně.